# Johann von Aarwangen
Johann von Aarwangen (* nach 1280 im Schloss Aarwangen; † 24. Januar 1350 in der Eremitenklause Wittenbach bei Hasle), Ritter, war ein Schweizer Politiker und Diplomat.

## Leben

### Familie
Johann von Aarwangen entstammte dem Adelsgeschlecht von Aarwangen und war der Sohn von Walter von Aarwangen († um 1320) und dessen zweiter Ehefrau Elisabeth, die aus dem Ministerialengeschlecht Büttikon kam; er hatte noch zwei Schwestern und einen Bruder.
Erstmalig wird Johann in einer Urkunde vom 4. Juli 1301 sowie am 2. März 1303 namentlich genannt, in der sein Vater für ihn Geschäfte tätigt, sodass gefolgert werden kann, dass er zu diesem Zeitpunkt noch nicht volljährig war. Selbständig handelnd trat er am 20. März 1313 auf, als er mit seinem Vater für die Brücke in Aarwangen und allen Besitz im Amt Bipp sich als Lehensträger der Grafen von Neuenburg bekennt. Aufgrund seines Hochzeitsdatums wird sein Geburtsjahr vermutlich zwischen 1280 und 1285 sein.
Seit 1303 war er mit Verena († nach 1350), die Tochter des Ritters Peter Senn von Münsingen, verheiratet; namentlich bekannt ist seine Tochter Elisabeth von Aarwangen († nach 1359), die mit Philipp von Kien († nach 1359) verheiratet war; dieser soll 1322 am Brudermord auf dem Schloss Thun beteiligt gewesen sein, als Eberhard II. von Neu-Kyburg seinen Bruder Hartmann von Neu-Kyburg ermordete.
Seine Enkelin, Margaretha, die auch Haupterbin der Herrschaft Aarwangen mit Burg und Brücke wurde, und der er auch die Burg Spitzenberg übertrug, war mit Petermann I. von Grünenberg verheiratet.
Er starb als letzter männlicher Vertreter seiner Familie.

### Werdegang
Johann von Aarwangen nahm 1315 an der Schlacht am Morgarten teil.
Es ist unbekannt, wann er den Ritterschlag erhielt, allerdings bezeugte er als Ritter am 1. April 1318, als Johannes von Wädenswyl zugunsten des Klosters Interlaken österreichische Lehen aufgab. In den darauffolgenden Jahren wird er gelegentlich in verschiedenen Urkunden als Zeuge und Bürge genannt, unter anderem war er 1319 Bürge, anlässlich der Hochzeit von Graf Rudolf von Neuenburg, die Tochter des Grafen Hartmann von Kyburg in Freiburg heiratete.
1320 verkaufte er, gemeinsam mit seinem Vater, Wälder bei Aarwangen und Langenthal an die Johanniterkommende Thunstetten.
Er bezeugt am 23. August 1322 eine Schenkung von Adelheid von Hallwyl an das Kloster Königsfelden und lernte bei dieser Gelegenheit Königin Agnes von Ungarn kennen, die sich dort als Nonne aufhielt und österreichische Interessen vertrat; sie förderte ihn in den darauffolgenden Jahren.
Er war in kyburgischen und österreichischen Diensten und wurde mehrmals zum Landvogt ernannt.
1327 nahm er als Gesandter von Heinrich von Kärnten an dessen Hochzeit mit Beatrix von Savoyen teil.
Er konnte 1328/1329 einen Teil der Gemeinde Doppleschwand käuflich erwerben.
1330 begleitete er Herzog Otto von Österreich (siehe auch Otto der Fröhliche) nach Konstanz.
Er war 1333 am Landfrieden, der in Thun geschlossen wurde, beteiligt, der für die Vogteien im Aargau, Thurgau, Sundgau, Elsass und Breisgau sowie Freiburg im Üechtland und die Reichsstädte Basel, Konstanz, Zürich, St. Gallen, Bern und Solothurn und die Grafen Rudolf von Nidau, Heinrich von Fürstenberg und Eberhard von Kyburg galt. Er vertrat hierbei, gemeinsam Johannes Truchsess von Dietzenhofen, Johannes von Hallwyl und Hermann von Landenberg, die österreichische Seite und wurde gemeinsam mit Hermann von Landenberg als Vogt des Aargaus eingesetzt; der Landfriede dauerte bis zum 11. November 1338.
Am 12. Oktober 1334 bezeugte er eine Güterverhandlung zugunsten des Klosters Königsfelden.
Gemeinsam mit dem Grafen Berchtold von Graisbach (siehe auch Berthold V. von Neuffen), dem Grafen von Nellenburg und Heinrich von Zipplingen reiste er 1334 als Gesandter des Königs Ludwig von Bayern zu den Truchsessen von Waldburg und Dietzenhofen, um die Rechte des Reichs und Österreichs in den Waldstätten zu untersuchen. Die Untersuchung ergab, dass Österreich Rechte auf diese Gebiete zuständen, sodass König Ludwig diesen Spruch anerkannte und bestätigte, dass er dort keine Rechte besass und widerrief alle Freiung, die er ihnen gegeben hatte.
1336 war er im Auftrag der Herzogin Johanna, die Gemahlin von Herzog Albrecht II. am Hofgericht tätig; im gleichen Jahr wurde er verschiedentlich als Zeuge und Schiedsrichter berufen, unter anderem am 7. Dezember 1336, als es um einen Streit des Klosters St. Urban mit den Herren von Grünenberg um das Dorf Langenthal ging und Langenthal dem Kloster zugesprochen wurde.
Von 1338 bis 1339 verwaltete er die Burg und Vogtei Rotenburg und verwendete sich später von 1339 bis 1344 für die Mönche des Klosters Kappel.
Als Berater der Königin Agnes von Ungarn war er am Zustandekommen des Königsfelder Friedens am 9. August 1340 beteiligt; zu diesem Zeitpunkt war er österreichischer Vogt im Schwarzwald.
Er verstand es, sein Erbe weiträumig und nachhaltig auszudehnen. Er galt als Wohltäter der Zisterzienserabtei St. Urban, die mit seiner Familie verbunden war und in die er 1341 eintrat. Johann von Aarwangen galt als Gründer der Eremitengemeinschaft Wittenbach und Stifter der Heiligkreuzkapelle, die der Abtei St. Urban unterstellt war und die er rechtlich absicherte sowie mit seinen Gütern, unter anderem in Utzenstorf, Zielebach und Ursenbach ausstattete; er lebte in der Abtei St. Urban seit Ende 1341 als geistlicher Mann und gründete vermutlich 1344 die Eremitengemeinschaft, in der er auch verstarb.
Einer seiner Konventbrüder in St. Urban war Graf Hermann von Froburg.